# Orizont (stație de metrou)
Orizont este o stație de pe magistrala M5 a metroului bucureștean., care a fost inaugurată pe 15 septembrie 2020.